# Les Hongrois
Les Hongrois (titre original : Magyarok) est un film hongrois réalisé par Zoltán Fábri, sorti en 1978. Le film fut nommé à l'Oscar du meilleur film en langue étrangère.

## Fiche technique
- Titre : Les Hongrois
- Titre original : Magyarok
- Réalisation : Zoltán Fábri
- Scénario : Zoltán Fábri d'après le roman de József Balázs
- Musique : György Vukán
- Pays d'origine :  Hongrie
- Format : Couleurs
- Genre : Film dramatique
- Durée : 107 minutes
- Date de sortie :  1978

## Distribution
- Gábor Koncz : Fábián András
- Éva Pap : Fábiánné, Ilona
- Sándor Szabó : Német gazda
- Zoltán Gera : Brainer, intézõ
- Tibor Molnár : Gáspár Dániel